# Dan Carey
Daniel De Mussenden "Dan" Carey (nascido aos 24 de dezembro de 1969 em Islington, Londres) é um produtor, compositor, mixador e remixador inglês.
Carey é dono de seu próprio estúdio, no Sul de Londres, e gerencia a gravadora em cooperação com a Heavenly Recordings.
Em 2014, Carey recebeu duas nomeação no Mercury Prizer para sua produção em dois nomeados álbuns: Everybody Down de Kate Tempestade e First Mind de Nick Mulvey.